# Petar Đurković
Petar Đurković, född 1908, död 1981, var en serbisk astronom.
Minor Planet Center listar honom som upptäckare av två asteroider mellan 1936 och 1940.
Asteroiden 1555 Dejan är uppkallad efter hans son.

## Asteroider upptäckta av Petar Đurković
| 1605 Milankovitch | 13 april 1936   |
| 1700 Zvezdara     | 26 augusti 1940 |